# Atelier Alfred
Pour les articles homonymes, voir Alfred.
L'Atelier Alfred est un atelier de production cinématographique créé le 26 août 1981 par Gérald Frydman. Son siège social se trouve à Bruxelles, en Belgique.

## Longs métrages
- 1996 : J'ai eu dur
- 2008 : Battle
- 2008 : Combat avec l'ange

## Courts-métrages
- "L'immortel"(1981)
- "Last Cut"(1982)
- "That's all Folks"(1984)
- "Les Effaceurs"(1991)
- "La Séquence Sylverstein"(2003)
- "Mauvaise Erreur" (2008)
- "Strangers" (2011)
- "Cougnou" (2012)
- "Lipstick" (2012)
- "La Graine" (2015) co-production avec Scarfilm

## Documentaires
- "Arthur Masson, l'homme qui écrivait des livres"(2001)